# Levina Teerlinc
Levina Teerlinc, född 1510, död 1576, var en flamländsk-engelsk målare. 
Hon var hovmålare vid det engelska hovet mellan 1546 och 1576. Hon är känd för sina miniatyrer. 